# 苏珊·托尔斯高
苏珊·托尔斯高（丹麥語：Susan Thorsgaard，1988年10月13日—），丹麦女子手球运动员。她曾代表丹麦国家队参加2012年夏季奥林匹克运动会女子手球比赛，结果获得第九名。